# Big Bald Mountain (New Brunswick)
Big Bald Mountain is een prominente berg van het type inselberg in de Canadese provincie New Brunswick. De berg bevindt zich in de Appalachen.
Hij ligt naast Colonels Mountain, ten oosten van de Christmas Mountains, en in de buurt van de bovenloop van de Northwest Miramichi rivier, de Sevogle rivier, en de South-Branch Nepisiguit River. Het is een bekend landschapselement, onder andere vanwege zijn hoogte, maar vooral vanwege de kale top (vandaar de naam).
Voor het toezicht vanuit de lucht op grote schaal werd gebruikt, werd een hut onderhouden op de top als brandwacht in het afgelegen noord-centrale deel van de provincie. Een gelijkaardige hut werd onderhouden op de Mount Carleton. Met triangulatie tussen deze hutten en andere brandtorens konden de locaties van bosbranden snel en eenvoudig worden bepaald.

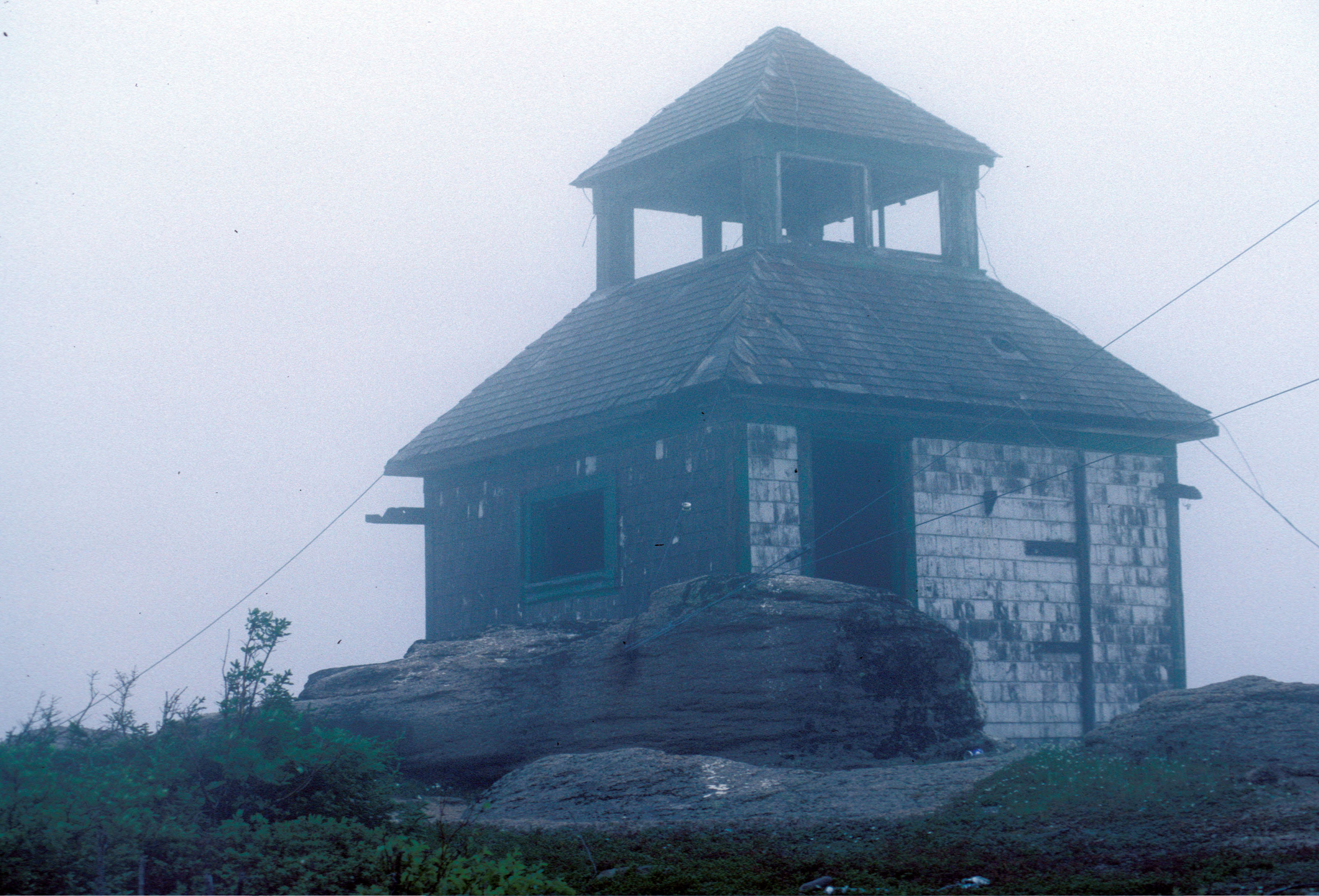
Vuurhut